# Rüschlikon
Rüschlikon (gzu. Rüeschtlike) – miejscowość i gmina (Politische Gemeinde) w północnej Szwajcarii, w kantonie Zurych, w okręgu (Bezirk) Horgen. Leży nad rzeką Sihl oraz Jeziorem Zuryskim.

## Demografia
W Rüschlikonie mieszka 6218 osób. W 2021 roku 31,3% populacji gminy stanowiły osoby urodzone poza Szwajcarią.

## Transport
Przez teren gminy przebiegają autostrada A3 oraz drogi główne nr 3 i nr 383.